# Wólka Smolana (województwo mazowieckie)
Wólka Smolana – wieś w Polsce położona w województwie mazowieckim, w powiecie sochaczewskim, w gminie Brochów. Ma status sołectwa. Leży na terenie Kampinoskiego Parku Narodowego. 
W 1926 r. powstała tu Ochotnicza Straż Pożarna, która w 2016 roku obchodziła 90-lecie istnienia. Na wyposażeniu OSP 639[M]93 - GBA 2,5/25  na podwoziu Renault Midliner M210 w zabudowie firmy Warzaszek - inzyneria samochodów specjalnych 
| SIMC    | Nazwa         | Rodzaj                          |
| ------- | ------------- | ------------------------------- |
| 1056741 | Aleksandrówka | część wsi                       |
| 1056824 | Janice        | część wsi (zniesiona w 2023 r.) |
| 1057396 | Wólka-Kolonia | część wsi (zniesiona w 2023 r.) |

Do 1954 roku siedziba wiejskiej gminy Łazy. W latach 1975–1998 miejscowość należała administracyjnie do województwa warszawskiego.